# فرودگاه ادرا
فرودگاه ادرا (به انگلیسی: Edra Airport) یک فرودگاه همگانی است که یک باند فرود چمن دارد و طول باند آن ۹۷۵ متر است. این فرودگاه در کشور کانادا قرار دارد و در ارتفاع ۸۰۰ متری از سطح دریا واقع شده است.